# 63. Międzynarodowy Festiwal Filmowy w Berlinie
63. Międzynarodowy Festiwal Filmowy w Berlinie odbył się w dniach 7-17 lutego 2013 roku. Imprezę otworzył pokaz chińskiego filmu biograficznego o życiu Yip Mana Wielki mistrz w reżyserii Wonga Kar-Waia, który przewodniczył obradom tegorocznego jury. W konkursie głównym zaprezentowano 19 filmów pochodzących z 14 różnych krajów.
Jury przyznało nagrodę główną festiwalu, Złotego Niedźwiedzia, rumuńskiemu filmowi Pozycja dziecka w reżyserii Călina Petera Netzera. Drugą nagrodę w konkursie głównym, Srebrnego Niedźwiedzia – Grand Prix Jury, przyznano bośniackiemu obrazowi Senada w reżyserii Danisa Tanovicia.
Honorowego Złotego Niedźwiedzia za całokształt twórczości odebrał francuski reżyser-dokumentalista Claude Lanzmann.

## Członkowie jury

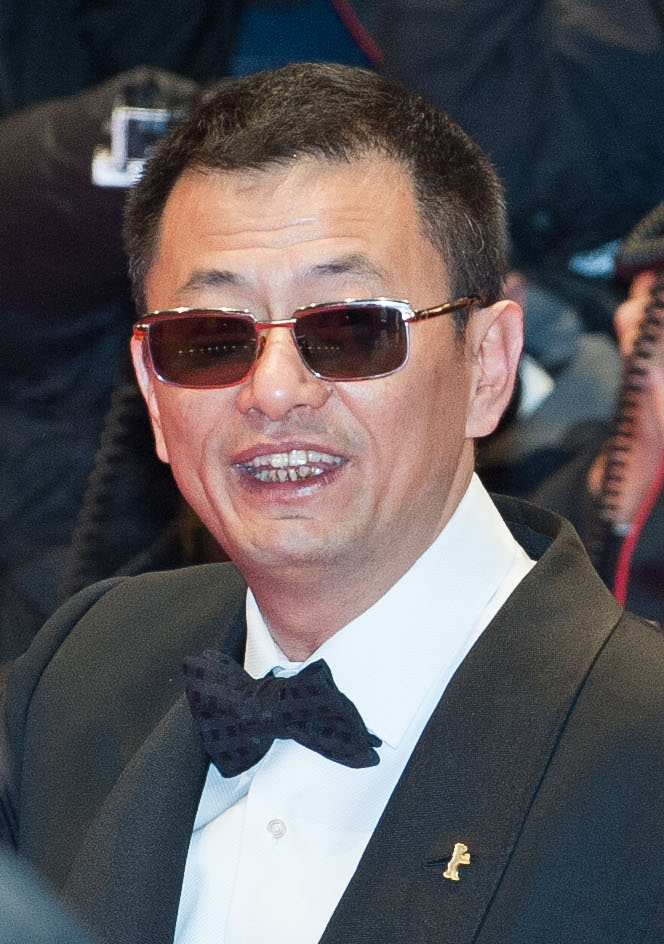
Przewodniczący jury konkursu głównego Wong Kar-Wai.

### Konkurs główny
- Wong Kar-Wai, chiński reżyser − przewodniczący jury[4]
- Susanne Bier, duńska reżyserka
- Andreas Dresen, niemiecki reżyser
- Ellen Kuras, amerykańska operatorka
- Shirin Neshat, irańska reżyserka
- Tim Robbins, amerykański aktor
- Athina Rachel Tsangari, grecka reżyserka

### Nagroda za debiut fabularny
- Oren Moverman, izraelski reżyser
- Taika Waititi, nowozelandzki reżyser
- Lucy Walker, brytyjska reżyserka

## Selekcja oficjalna

### Otwarcie i zamknięcie festiwalu
|             | Tytuł           | Reżyseria          | Kraj produkcji |
| ----------- | --------------- | ------------------ | -------------- |
| Otwierający | Wielki mistrz   | Wong Kar-Wai       | Chiny          |
| Zamykający  | Pozycja dziecka | Călin Peter Netzer | Rumunia        |

### Konkurs główny
Następujące filmy zostały wyselekcjonowane do udziału w konkursie głównym o Złotego Niedźwiedzia i Srebrne Niedźwiedzie:
| Tytuł polski                   | Tytuł oryginalny                                   | Reżyseria                        | Kraj produkcji       |
| ------------------------------ | -------------------------------------------------- | -------------------------------- | -------------------- |
| Camille Claudel, 1915          | Camille Claudel, 1915                              | Bruno Dumont                     | Francja              |
| Długie i szczęśliwe życie      | Долгая счастливая жизнь Dołgaja szczastliwaja żyzń | Boris Chlebnikow                 | Rosja                |
| Bettie wyrusza w drogę         | Elle s'en va                                       | Emmanuelle Bercot                | Francja              |
| Senada                         | Epizoda u životu berača željeza                    | Danis Tanović                    | Bośnia i Hercegowina |
| Gloria                         | Gloria                                             | Sebastián Lelio                  | Chile                |
| Złoto                          | Gold                                               | Thomas Arslan                    | Niemcy               |
| Layla Fourie                   | Layla Fourie                                       | Pia Marais                       | Południowa Afryka    |
| Charlie musi umrzeć            | The Necessary Death of Charlie Countryman          | Fredrik Bond                     | Stany Zjednoczone    |
| Haewon i mężczyźni             | 누구의 딸도 아닌 해원 Nugu-ui ttal-do anin Hae-won | Hong Sang-soo                    | Korea Południowa     |
| Raj: nadzieja                  | Paradies: Hoffnung                                 | Ulrich Seidl                     | Austria              |
| Zasłona                        | پرده Pardé                                         | Dżafar Panahi i Kambuzia Partovi | Iran                 |
| Pozycja dziecka                | Poziția copilului                                  | Călin Peter Netzer               | Rumunia              |
| Droga przez Teksas             | Prince Avalanche                                   | David Gordon Green               | Stany Zjednoczone    |
| Promised Land                  | Promised Land                                      | Gus Van Sant                     | Stany Zjednoczone    |
| Zakonnica                      | La religieuse                                      | Guillaume Nicloux                | Francja              |
| Panaceum                       | Side Effects                                       | Steven Soderbergh                | Stany Zjednoczone    |
| Lekcje harmonii                | Асланның сабақтары Uroki garmonii                  | Emir Baigazin                    | Kazachstan           |
| Vic+Flo zobaczyły niedźwiedzia | Vic+Flo ont vu un ours                             | Denis Côté                       | Kanada               |
| W imię...                      | W imię...                                          | Małgorzata Szumowska             | Polska               |

### Pokazy pozakonkursowe
Następujące filmy zostały wyświetlone na festiwalu w ramach pokazów pozakonkursowych:
| Tytuł polski            | Tytuł oryginalny      | Reżyseria                    | Kraj produkcji    |
| ----------------------- | --------------------- | ---------------------------- | ----------------- |
| Przed północą           | Before Midnight       | Richard Linklater            | Stany Zjednoczone |
| Krudowie                | The Croods            | Chris Sanders i Kirk DeMicco | Stany Zjednoczone |
| Dark Blood              | Dark Blood            | George Sluizer               | Stany Zjednoczone |
| Nocny pociąg do Lizbony | Night Train to Lisbon | Bille August                 | Niemcy            |

## Laureaci nagród

### Konkurs główny
Złoty Niedźwiedź
- Pozycja dziecka, reż. Călin Peter Netzer

Srebrny Niedźwiedź – Nagroda Grand Prix Jury
- Senada, reż. Danis Tanović

Srebrny Niedźwiedź dla najlepszego reżysera
- David Gordon Green − Droga przez Teksas

Srebrny Niedźwiedź dla najlepszej aktorki
- Paulina García − Gloria

Srebrny Niedźwiedź dla najlepszego aktora
- Nazif Mujić − Senada

Srebrny Niedźwiedź za najlepszy scenariusz
- Dżafar Panahi − Zasłona

Srebrny Niedźwiedź za wybitne osiągnięcie artystyczne
- Zdjęcia: Aziz Żambakijew − Lekcje harmonii

Nagroda im. Alfreda Bauera za innowacyjność
- Denis Côté − Vic+Flo zobaczyły niedźwiedzia

Wyróżnienie honorowe
- Promised Land, reż. Gus Van Sant
- Layla Fourie, reż. Pia Marais

### Konkurs filmów krótkometrażowych
Złoty Niedźwiedź dla najlepszego filmu krótkometrażowego
- Ucieczka, reż. Jean-Bernard Marlin

### Pozostałe nagrody
Nagroda za najlepszy debiut reżyserski
- Rakieta, reż. Kim Mordaunt

Nagroda FIPRESCI
- Pozycja dziecka, reż. Călin Peter Netzer

Nagroda Jury Ekumenicznego
- Gloria, reż. Sebastián Lelio

Honorowy Złoty Niedźwiedź za całokształt twórczości
- Claude Lanzmann

## Galeria laureatów

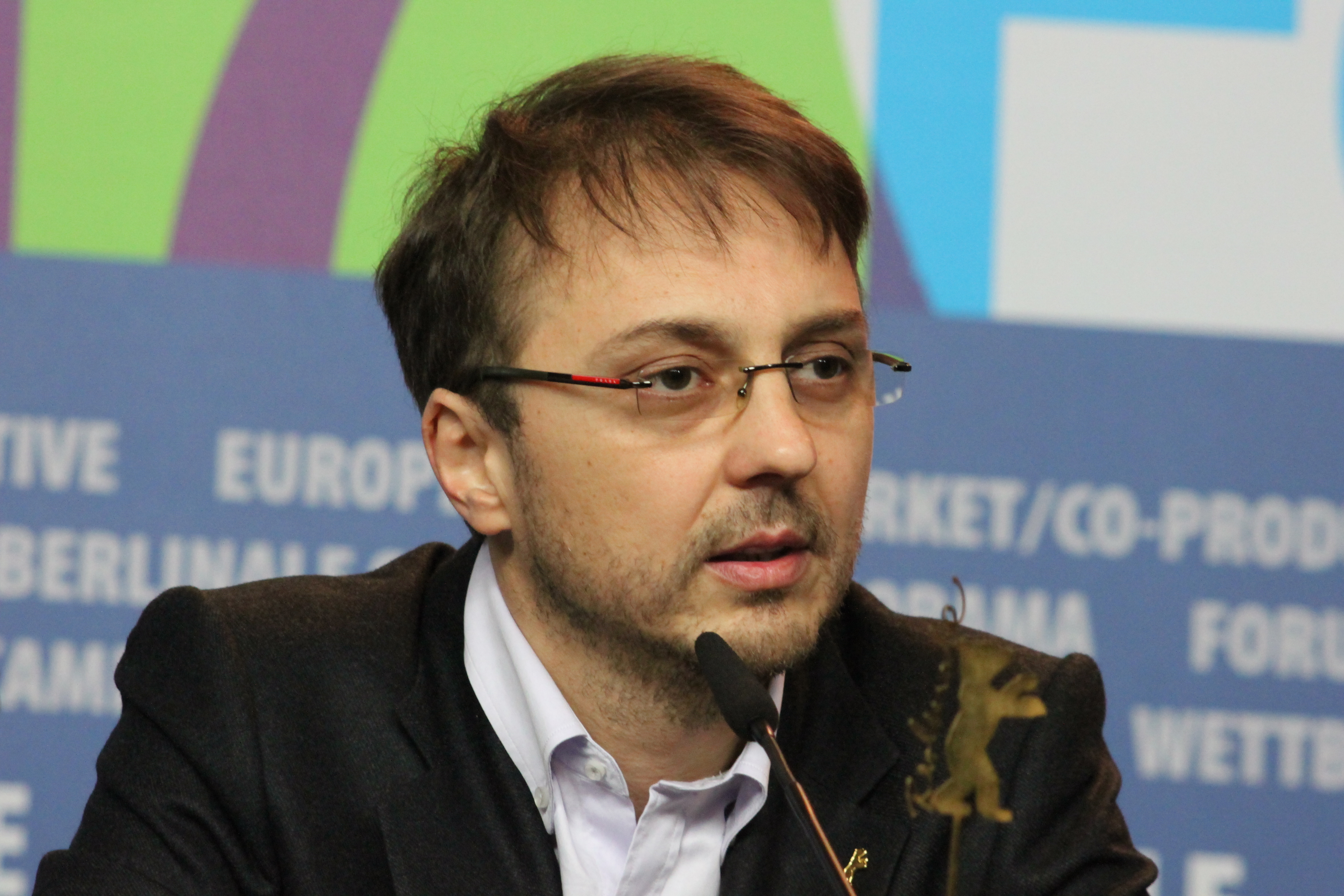
Călin Peter Netzer, zdobywca Złotego Niedźwiedzia za film Pozycja dziecka.
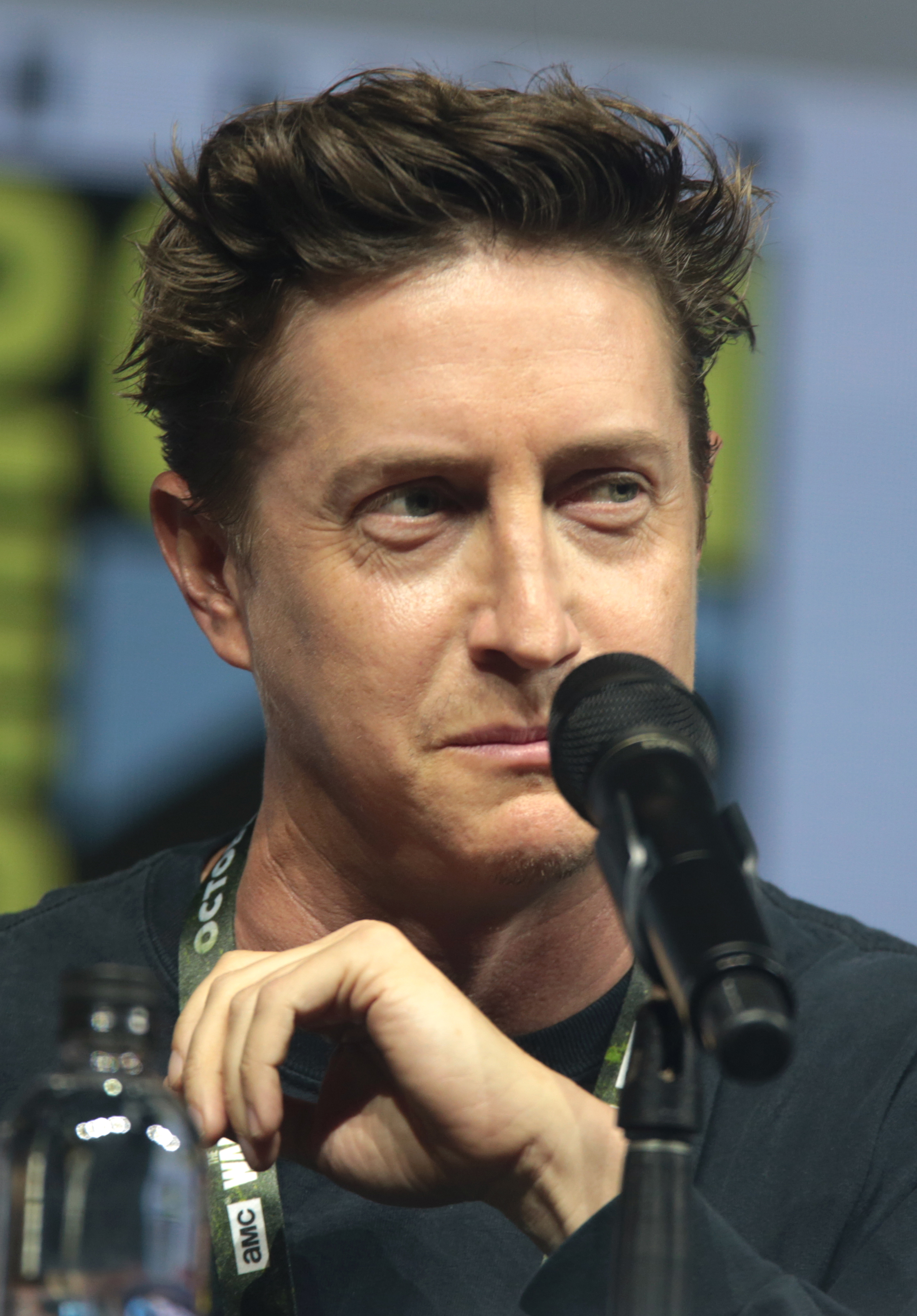
David Gordon Green, laureat Srebrnego Niedźwiedzia dla najlepszego reżysera.
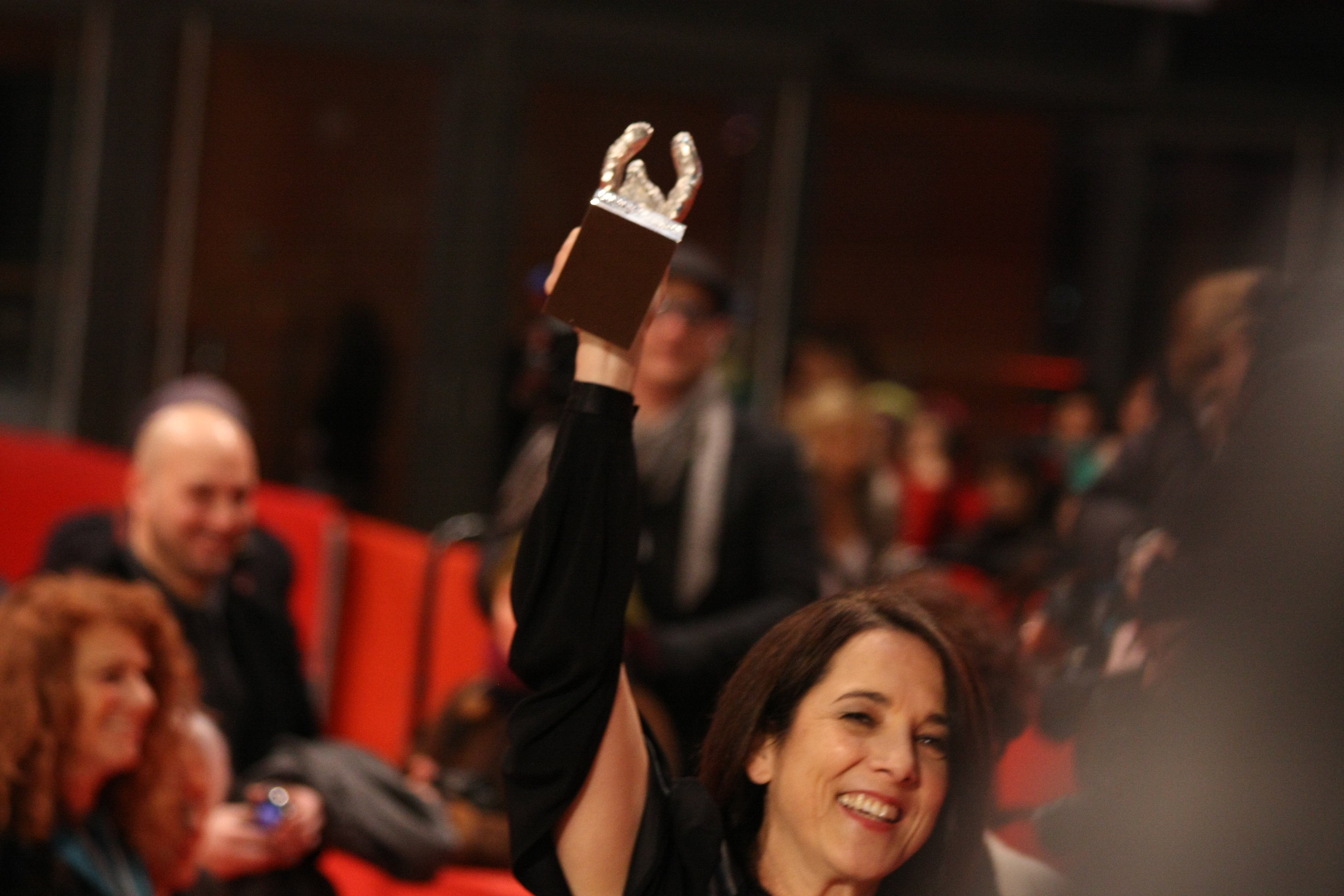
Paulina García, laureatka Srebrnego Niedźwiedzia dla najlepszej aktorki.
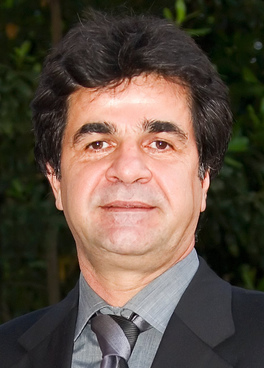
Dżafar Panahi, laureat Srebrnego Niedźwiedzia za najlepszy scenariusz.
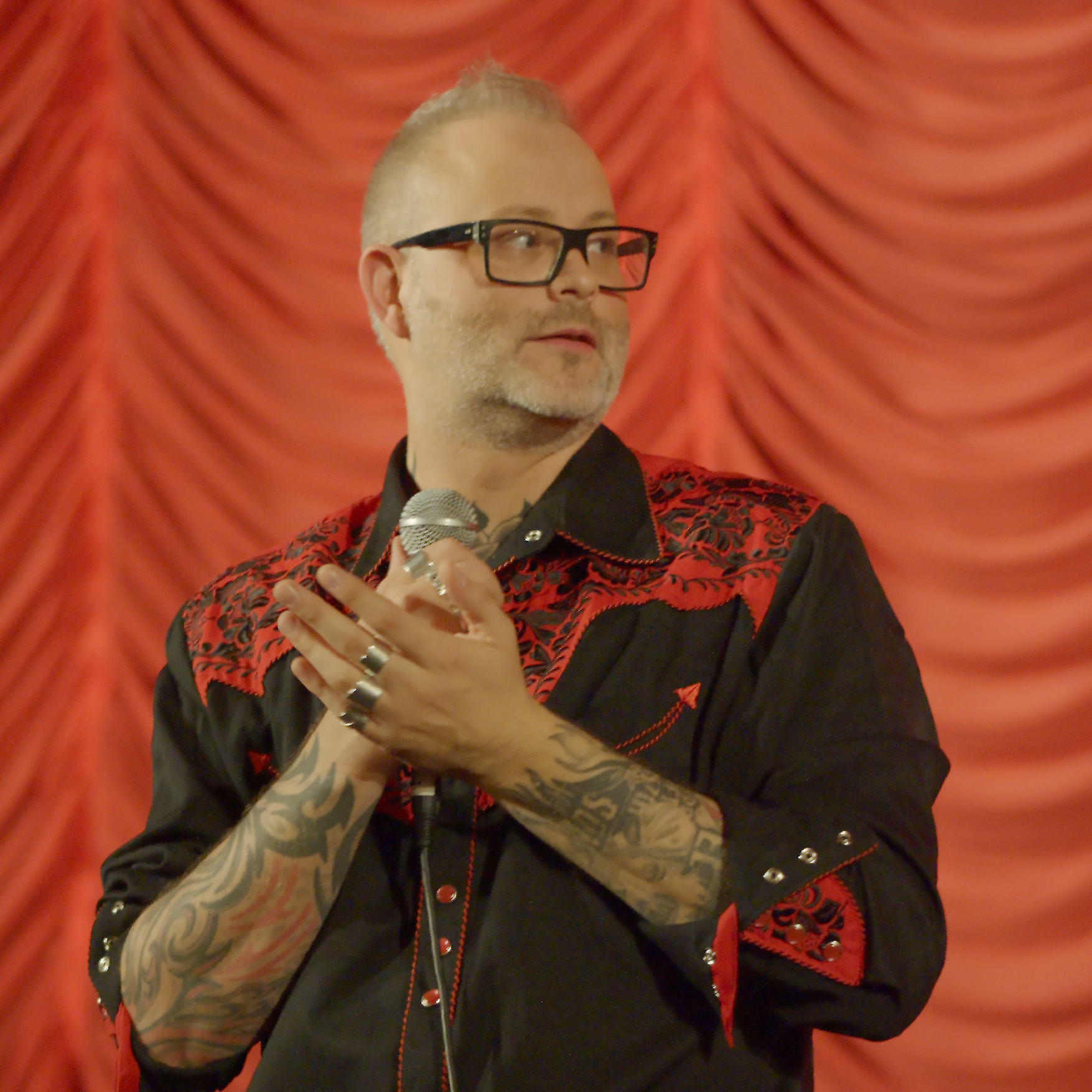
Denis Côté, laureat Nagrody im. Alfreda Bauera.
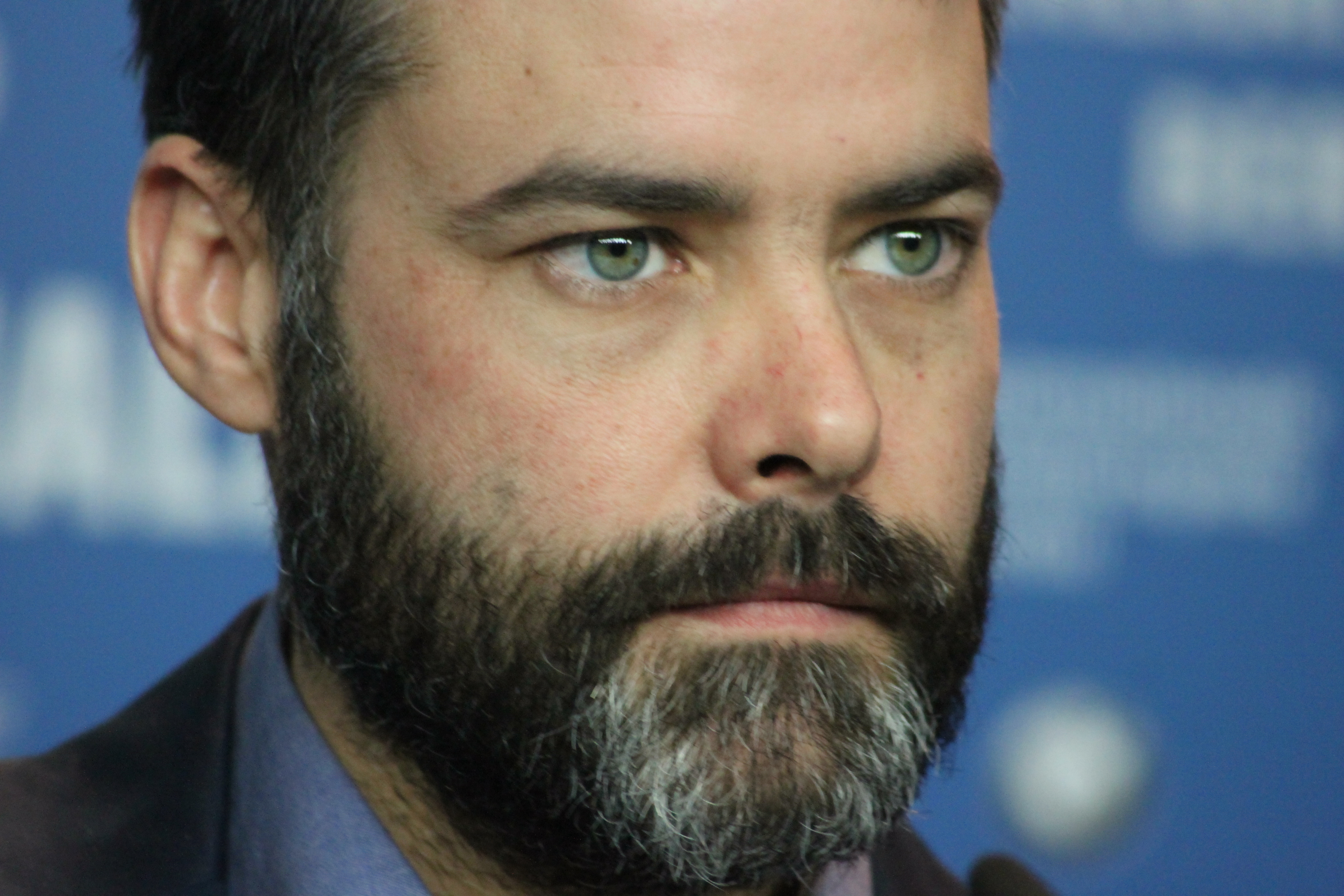
Sebastián Lelio, laureat Nagrody Jury Ekumenicznego.
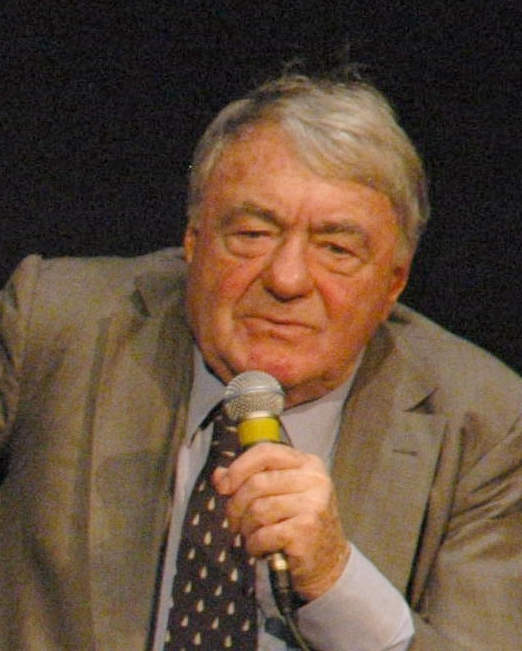
Claude Lanzmann, laureat Honorowego Złotego Niedźwiedzia.